# Karol Jakubowicz
Karol Józef Jakubowicz (ur. 29 lipca 1941 w La Tronche, zm. 28 kwietnia 2013 w Warszawie) – polski politolog, publicysta i medioznawca.

## Życiorys
Syn Szymona i Marii. Ukończył w 1964 studia anglistyczne na Wydziale Neofilologii Uniwersytetu Warszawskiego. Po studiach pracował w redakcji „itd” (1964–1965), następnie w Katedrze Socjologii Wydziału Filozofii i Socjologii Uniwersytetu Warszawskiego (1965–1968). Od 1970 do 1979 był pracownikiem Redakcji Afrykańskiej Programu Polskiego Radia dla Zagranicy. Od 1979 do 1990 był zatrudniony w Ośrodku Badania Opinii Publicznej, prowadził tam badania nad dziennikarstwem radiowym i telewizyjnym. W 1989 na podstawie rozprawy zatytułowanej Radio i telewizja w procesie ewolucji społeczeństw krajów zachodnich uzyskał na Wydziale Dziennikarstwa i Nauk Politycznych UW stopień doktora nauk humanistycznych. W 1990 został dyrektorem Biura Programowego TVP. Na początku lat 90. kierował Komisją ds. Reformy Radia i Telewizji Od 1992 był pracownikiem naukowym Instytutu Dziennikarstwa UW. Od czerwca 1993 był doradcą Krajowej Rady Radiofonii i Telewizji, w latach 1994–1997 był członkiem rady nadzorczej Telewizji Polskiej (m.in. jej przewodniczącym), w 1998 został dyrektorem biura analiz i planowania strategicznego Telewizji Polskiej.
Powoływany przez instytucje międzynarodowe jako ekspert ds. ustawodawstwa radiowo-telewizyjnego. Był m.in. przewodniczącym międzyrządowej rady programu „Informacja dla wszystkich” przy UNESCO oraz przewodniczącym Komitetu Zarządzającego ds. Mediów i Nowych Usług Komunikacyjnych Rady Europy. Kierował departamentem strategii i analiz Krajowej Rady Radiofonii i Telewizji. Później został doradcą przewodniczącego KRRiT. Był autorem lub współautorem publikacji naukowych dotyczących mediów elektronicznych i komunikacji społecznej, tj. Konkurencja a regulacja w dziedzinie środków przekazu (1995), Media publiczne. Początek końca czy nowy początek (2006), Polityka medialna a media elektroniczne (2008) i inne.
Zmarł 28 kwietnia 2013 w Warszawie. Jego pogrzeb odbył się 14 maja 2013 na Cmentarzu Wojskowym na Powązkach (kwatera D-1A-30).

## Odznaczenia
W 2011 prezydent Bronisław Komorowski odznaczył go Krzyżem Kawalerskim Orderu Odrodzenia Polski.